# Piet van Nek sr.
Pieter (Piet) van Nek (Nieuwendam, 10 oktober 1885 – Leipzig, 14 april 1914) was een Nederlands baanwielrenner.
Hij was zoon van timmerman Klaas van Neck en Maria Johanna van der Waaij. Bij zijn keuring voor militaire dienstplicht gaf hij als beroep elektricien op. Hij werkte wel voor de Amsterdamsche Droogdok Maatschappij. 
Hij kwam uit op verschillende onderdelen van het baanwielrennen, maar was vooral succesvol bij het stayeren. Ook zijn jongere broer Klaas was een bekend wielrenner. Piet van Nek werd professional in 1908. Dat jaar verbeterde hij het Nederlands uurrecord achter een gangmaker van Piet Dickentman; hij reed 69,55 kilometer. In 1913 werd hij Nederlands kampioen over 40 kilometer.
Van Nek kwam vaak uit in Duitsland, waar bij baanwedstrijden veel geld te verdienen viel. Tijdens zijn loopbaan was hij betrokken bij een aantal incidenten, waar regelmatig de politie aan te pas moest komen, zoals in 1911 in Scheveningen.
Op 12 april 1914 reed hij zijn laatste wedstrijden; de afstand van 100 kilometer verdeeld over twee manches. Tijdens de eerste manche lag hij op kop, maar moest die plek afstaan door een banddefect. Tijdens de tweede manche kwam hij zwaar ten val doordat hij een klapband op het moment dat hij in volle vaart de bocht inging. Hij bleef daarbij op de baan liggen waarna de wedstrijd werd stilgelegd. In het rennerskwartier verrichtte de dienstdoende eerste hulp, waarop besloten werd hem naar het ziekenhuis Klinikum St. Georg Leipzig af te voeren. Piet van Nek stond op het punt van trouwen, media berichtten na zijn overlijden dat zijn  “aanstaande” en zijn broer geïnformeerd waren; die terstond naar het ziekenhuis vertrokken.
Hij overleed, zonder bij bewustzijn te zijn geweest, twee dagen later in dat ziekenhuis. 
Toen het bericht van zijn overlijden Nederland bereikte werd een comité opgericht tot plaatsing van een “eenvoudig monument”. Zijn stoffelijke resten werden in diezelfde periode naar Amsterdam gebracht. Van de ouderlijke woning aan de Van Woustraat 95 kwam op maandag 20 april 1914 een begrafenisstoet op gang; eerst richting het stadscentrum (Rembrandtplein) waarop de stoet naar De Nieuwe Ooster trok. Langs de route en op de begraafplaats bewezen honderden mensen (fans, sporters waaronder Jaap Eden en bestuurders uit de wielerwereld) hem de laatste eer. Politie te voet en te paard moest de omgeving van het graf vrij houden. 

Zijn grafmonument werd gemaakt door kunstenaar Kees Smout en werd een jaar later onthuld. 
In het graf werden later familieleden bijgezet, onder anderen in 1934 Piets neef Klaas van Nek jr., eveneens een wielrenner, die op 20-jarige leeftijd verongelukte.
In 1937 deed een andere Piet van Nek mee aan de Ronde van Frankrijk. Deze renner was een verre verwant. Sindsdien wordt de in dit artikel beschreven renner meestal aangeduid als Piet van Nek sr.
- Bibliothèque nationale de France: cb149763120 (data)
- Virtual International Authority File: 316443362